# Liste der Bischöfe von Savona
Die folgenden Personen waren Bischöfe von Savona (Italien):
- Benedikt (erwähnt 680)
- Bernard (erwähnt 992)[1]
- Johannes I. (erwähnt 999 und 1004)
- Ardemano (erwähnt 1014)
- Seliger Amico (erwähnt 1079 und 1080)
- Grossolano (1098 – 1101 und wieder 1116 – 1117) (auch Erzbischof von Mailand 1101–1116)
- Guglielmo (1119 – 1122)
- Seliger Ottaviano, O.S.B. (1122? – 1128)
- Aldizio (1128 – 1142)
- Seliger Vidone Lomello (erwähnt 1179)
- Ambrogio del Carretto (circa 1183 – 1192)
- Bonifacio I. (1193 – circa 1199)
- Guala (erwähnt 1199)
- Antonio I. de’ Saluzzi (erwähnt 1200)
- Pietro (erwähnt 1206)
- Seliger Alberto di Novara (1221 – 1230)
- Enrico (1230 – 1239)
- Bonifacio II. (1251 – 1251)
- Corrado di Ancisa (1251 – 1264)
- Ruffino Colombo (1278 – 1287)
- Enrico Ponsoni (1288 – 1292)
- Gregorio (1297 - ?)
- Gualtiero di Maus, O.P. (1303 - ?)
- Giacomo Cadarengo (1305 – 1311)
- Federico Cibo (1317 – 1342)
- Paolo Gherardo de’ Vasconi, O.S.A. (1342 – 1355 oder 1356)
- Antonio II. de’ Saluzzi (1356 – 1380) (auch Erzbischof von Mailand)
- Domenico di Lagne, O.P. (1380 – 1384)
- Antonio Viale (1384 – 1394)
- Giovanni II. (1395 – ?)
- Filippo Ogerio (1405 – 1412)
- Pietro Spinola, O.S.B. (1412 – 1414) (auch Bischof von Uselli)
- Vincenzo Viale (1415 – 1445)
- Valerio Calderina (1445 – 1466) (auch Bischof von Albenga)
- Giovanni Battista Kardinal Cibo (1467 – 1472) (auch Bischof von Molfetta)
- Pietro Gara (1472 – 1499)
  - Giuliano Kardinal della Rovere (1499 – 1502) (auch Bischof von Vercelli) (Apostolischer Administrator)
- Galeotto della Rovere (1502 – 1504)
- Giacomo Giuppo della Rovere (1504 – 1510)
- Raffaele Kardinal Riario Sansone (1511 – 1516)
- Tommaso Riario (1516 – 1528)
  - Agostino Kardinal Spinola (1528 – 1537) (Apostolischer Administrator)
- Giacomo Fieschi (1537 – 1545 oder 1546)
- Nicolò Fieschi (1546 – 1562)
- Carlo Grimaldi (1562 – 1564)
- Nicolò Fieschi (1564 – 1564) (2. Mal)
- Gian Ambrogio Fieschi (1564 – 1576)
- Cesare Ferrero (1576 – 1581) (auch Bischof von Ivrea)
- Domenico Grimaldi (1581 – 1584) (auch Bischof von Cavaillon)
- Giovanni Battista Centurione (1584 – 1587)
- Pier Francesco Costa (1587 – 1624) (auch Bischof von Albenga)
- Francesco Maria Spinola, C.R. (1624 – 1664)
- Stefano Spinola, C.R.S. (1664 – 1682)
- Vincenzo Maria Durazzo, C.R. (1683 – 1722)
- Agostino Spinola, C.R.S. (1722 – 1755)
- Ottavio Maria de Mari, C.R.S. (1755 – 1775)
- Domenico Maria Gentile (1776 – 1804)
- Vincenzo Maria Maggiolo (1804 – 1820)
- Giuseppe Airenti, O.P. (1820 – 1830) (auch Erzbischof von Genua)
- Agostino Maria de Mari (1833 – 1840)
- Alessandro Ricciardi di Netro (1842 – 1867) (auch Erzbischof von Turin)
- Giovanni Cerruti (1867 - ? )
- Giuseppe Boraggini (1879 – 1897)
- Giuseppe Salvatore Scatti (1898 – 1926)
- Pasquale Righetti (1926 – 1948)
- Giovanni Battista Parodi (1948 – 1974)
- Franco Sibilla (1974 – 1980) (auch Bischof von Asti)
- Giulio Sanguineti (1980 – 1989) (auch Bischof von Spezia-Sarzana-Brugnato)
- Roberto Amadei (1990 – 1991) (auch Bischof von Bergamo)
- Dante Lafranconi (1991 – 2001) (auch Bischof von Cremona)
- Domenico Calcagno (2002 – 2007)
- Vittorio Lupi (2007 – 2016)
- Calogero Marino (2017 – heute)